# Cieurac
 Cieurac  (en occitano Ciurac) es una población y comuna francesa, situada en la región de Mediodía-Pirineos, departamento de Lot, en el distrito de Cahors y cantón de Lalbenque.

## Demografía
| 233 | 212 | 229 | 279 | 264 | 287 |
| Para los censos de 1962 a 1999 la población legal corresponde a la población sin duplicidades (Fuente: INSEE [Consultar]) |     |     |     |     |     |